# الشجنة (المخادر)

تعديل مصدري - تعديل

الشجنة محلة تابعة لقرية سمارة، التابعة لعزلة بني سرحة بمديرية المخادر إحدى مديريات محافظة إب في الجمهورية اليمنية، بلغ تعداد سكانها 21 حسب تعداد اليمن لعام 2004.